# Purgarija Čepić
 Purgarija Čepić  (olaszul: Purgaria) falu Horvátországban, Isztria megyében. Közigazgatásilag Kršanhoz tartozik.

## Fekvése
Az Isztriai-félsziget északkeleti részén, Labintól 19 km-re, községközpontjától 5 km-re északra, az A8-as autópályát a 64-es számú főúttal összekötő 500-as számú út mellett, a Čepići mező nyugati részén fekszik. Határának legnagyobb része az a termékeny mező, mely az 1930-as években kiszárított tó helyén található.

## Története
A falu a középkorban a kožljaki uradalomhoz tartozott. Keleti határában egykor egy 860 hektáros, négy méter mély tó, a Čepić-tó vize hullámzott. A tavat 1932 és 1933 között kiszárították úgy, hogy a vizét egy csatornával a Plomini-öbölnél a tengerbe vezették. A tó helyén termékeny mező keletkezett, melyen mezőgazdasági tevékenység folyik. A falunak 1857-ben 692, 1910-ben 239 lakosa volt. 2011-ben 230 lakosa volt.

## Lakosság
| Lakosság változása | Lakosság változása | Lakosság változása | Lakosság változása | Lakosság változása | Lakosság változása | Lakosság változása | Lakosság változása | Lakosság változása | Lakosság változása | Lakosság változása | Lakosság változása | Lakosság változása | Lakosság változása | Lakosság változása | Lakosság változása |
| ------------------ | ------------------ | ------------------ | ------------------ | ------------------ | ------------------ | ------------------ | ------------------ | ------------------ | ------------------ | ------------------ | ------------------ | ------------------ | ------------------ | ------------------ | ------------------ |
| 1857               | 1869               | 1880               | 1890               | 1900               | 1910               | 1921               | 1931               | 1948               | 1953               | 1961               | 1971               | 1981               | 1991               | 2001               | 2011               |
| 692                | 638                | 189                | 220                | 213                | 239                | 857                | 865                | 185                | 194                | 200                | 166                | 148                | 185                | 238                | 230                |